# Heliura thalassica
Heliura thalassica är en fjärilsart som beskrevs av Felder 1869. Heliura thalassica ingår i släktet Heliura och familjen björnspinnare. Inga underarter finns listade i Catalogue of Life.